# 野杁俊希
野杁 俊希（のいり としき、1989年10月18日 - 2023年1月2日）は、日本の俳優。東京都出身。LDH JAPANに所属していた。
祖母は女優の赤木春恵。父親はオフィスのいり社長の野杁和俊。

## 略歴・人物
文学座付属演劇研究所49期卒業。卒業公演『僕の東京日記』では主役に抜擢。
2022年12月29日夜、都内の飲食店の階段で誤って転倒し頭部を強打。直ぐに救急搬送され、ICU（集中治療室）で治療を受けたが、2023年1月2日に脳出血のため死去。33歳没。
特技は殺陣・料理・壁紙貼り。

## 出演

### テレビドラマ
- 金曜プレステージ浅見光彦「佐渡伝説殺人事件」（2011年、フジテレビ）
- 金曜プレステージ浅見光彦「還らざる道」「志摩半島殺人事件」（2012年、フジテレビ）
- 介護ヘルパー紫雨子の事件簿 2（2013年、テレビ東京）
- 金曜プレステージ浅見光彦「平城山を越えた女」（2013年、フジテレビ）
- 大河ドラマ 軍師官兵衛（2014年、NHK） - 赤松広秀 役
- 水曜ミステリー9「未解決事件ファイル時効を継ぐ女」（2014年、テレビ東京）
- 金曜プレステージ「監察官・氷室透子〜氷の女」（2014年、フジテレビ）
- 金曜プレステージ「森村誠一サスペンス 流氷の夜会」（2014年、フジテレビ）
- 水曜ミステリー9「黒星警部の密室捜査」（2015年、テレビ東京）
- news every「今、私がいる理由〜家族が見た戦争の記憶〜」（2015年、日本テレビ）
- 司法教官・穂高美子 5（2016年、テレビ朝日） - 所達也 役
- 佐武と市捕物控 冬夏の章（2016年、BS日テレ） - 如月源之助 役
- 金曜プレステージ「浅見光彦殺人事件」（2017年、フジテレビ） - 井上刑事 役
- 相棒 season17 第8話（2018年、テレビ朝日）
- ハゲタカ 第2話・第3話（2018年、テレビ朝日）
- 螢草 菜々の剣 第1話・第3話（2019年、NHK BS）
- 30歳まで童貞だと魔法使いになれるらしい 第3話（2020年、テレビ東京） - 高野 役
- ひとりぼっち -人と人をつなぐ愛の物語-（2023年4月9日、TBS） - 小泉 役[4]

### 舞台
- 俺は、君のためにこそ死ににいく（2011年 紀伊國屋ホール） - 加藤伍長 役
- かあちゃん（2016年 新歌舞伎座 明治座） - 滝田 役
- いくじなし（2019年 新歌舞伎座） - 多吉 役
- 親はがっかり! 子はしっかり!（2022年 明治座ほか）

### 映画
- ルーフトップ（2012年）
- 瞽女GOZE（2020年）
- 総理の夫（2021年）[5]

### ミュージックビデオ
- フジファブリック「パッション・フルーツ」（2007年）